# Круги (Киевская область)
Круги (укр. Круги) — село, входит в Вышгородский район Киевской области Украины.
Население по переписи 2001 года составляло 64 человека. Почтовый индекс — 07371. Телефонный код — 4596. Занимает площадь 0,6 км². Код КОАТУУ — 3221887002.

## Местный совет
07371, Київська обл., Вишгородський р-н, с.Рови, вул.Леніна,2